# Coppa Città di Melzo
La Coppa Città di Melzo est une course cycliste italienne qui se déroule sur une journée au mois de mars. Créée en 1976, elle est disputée à Melzo, en Lombardie. L'épreuve est inscrite au calendrier national de la Fédération cycliste italienne, avant sa disparition en 2016.
À son palmarès, elle compte de nombreux sprinteurs italiens réputés comme Guido Bontempi (1980), Claudio Golinelli (1981), Giovanni Lombardi (1991), Danilo Napolitano (2004), Giacomo Nizzolo (2009), Andrea Guardini (2010) ou encore Jakub Mareczko (2016). 

## Palmarès
| Année | Vainqueur              | Deuxième         | Troisième           |
| ----- | ---------------------- | ---------------- | ------------------- |
| 1976  | Dino Porrini           |                  |                     |
| 1977  | Agostino Bertagnoli    |                  |                     |
| 1978  | D. Sala                |                  |                     |
| 1979  | Agostino Gambirasio    |                  |                     |
| 1980  | Guido Bontempi         |                  |                     |
| 1981  | Claudio Golinelli      |                  |                     |
| 1982  | Manrico Ronchiato      |                  |                     |
| 1983  | P. Diurno              |                  |                     |
| 1984  | F. Orsi                |                  |                     |
| 1985  | Walter Brugna          |                  |                     |
| 1986  | Daniele Silvestri      |                  |                     |
| 1987  | Ettore Badolato        |                  |                     |
| 1988  | Fabrizio Trezzi        |                  |                     |
| 1989  | Giuseppe Ghilardi      |                  |                     |
| 1990  | Michele Lavagni        |                  |                     |
| 1991  | Giovanni Lombardi      |                  |                     |
| 1992  | Mario Traversoni       |                  |                     |
| 1993  | Maurizio Tomi          |                  |                     |
| 1994  | Gianfranco Contri      |                  |                     |
| 1995  | Giancarlo Raimondi     |                  |                     |
| 1996  | Enrico Bonetti         |                  |                     |
| 1997  | Cristian Bianchini     |                  |                     |
| 1998  | Enrico Degano          |                  |                     |
| 1999  | Nicola Chesini         |                  |                     |
| 2000  | Cristian Bianchini     |                  |                     |
| 2001  | Roberto Gotti          |                  |                     |
| 2002  | Paride Grillo          |                  |                     |
| 2003  | Marco Menin            | Samuele Marzoli  | Luca Cappa          |
| 2004  | Danilo Napolitano      | Mauro Ruscitti   | Maximiliano Richeze |
| 2005  | Alessandro Formentelli | Enrico Rossi     | Gianluca Massano    |
| 2006  | Marco Giuseppe Baro    | Marco Corsini    | Giovanni Carini     |
| 2007  | Edoardo Costanzi       | Enrico Montanari | Alain Lauener       |
| 2008  | Samuele Marzoli        | Filippo Baggio   | Edoardo Costanzi    |
| 2009  | Giacomo Nizzolo        | Matteo Pelucchi  | Edoardo Costanzi    |
| 2010  | Andrea Guardini        | Marco Amicabile  | Nicola Ruffoni      |
| 2011  | Marco Amicabile        | Cristian Rossi   | Marco Zanotti       |
| 2012  | Cristian Rossi         | Nicola Ruffoni   | Marco Amicabile     |
| 2013  | Nicola Ruffoni         | Mattia Marcelli  | Alessandro Forner   |
| 2014  | Jakub Mareczko         | Simone Consonni  | Alberto Cornelio    |
| 2015  | Riccardo Minali        | Francesco Lamon  | Luca Pacioni        |